# Apechoneura minor
Apechoneura minor là một loài tò vò trong họ Ichneumonidae.